# Joana Hadjithomas et Khalil Joreige
Joana Hadjithomas (née le 10 août 1969) et Khalil Joreige (né le 26 septembre 1969) sont des cinéastes et artistes libanais. Leurs œuvres communes comprennent des films de fictions et des documentaires, des installations vidéo et photographiques, des sculptures, des performances et des textes.

## Biographie
Joana Hadjithomas et Khalil Joreige sont nés à Beyrouth en 1969, ils sont tous deux issus de familles de réfugiés, l'un grec, syrien et libanais, l'autre palestinien et libanais, ils ont grandi pendant la Guerre du Liban,. Ils collaborent depuis le début des années 1990 sur des vidéos, des films, des photographies et des installations. Ils n'ont jamais poursuivi d’études d'art ou du cinéma, mais ont commencé leur pratique à la suite de la longue guerre civile libanaise. S'inspirant de documents trouvés, d'archives personnelles et d'expériences poétiques, leur travail tente de révéler les non-dits de l'histoire, une forme de résistance à l'histoire dominante et officielle, déplaçant le regard vers des situations politiques et complexes.
Leurs œuvres sont le résultat de projets de recherche à long terme et tissent des liens thématiques, conceptuels et formels à travers des photographies, des installations vidéo et des films.
Ils s’inspirent parfois des événements familiaux tels que le kidnapping et la disparition de Alfred Junior Kettaneh, l’oncle de Joreige, ou les origines paternelles de Hadjithomas dans le documentaire ISMYRNE, avec la poétesse et peintre Etel Adnan. Cependant, l'aspect autobiographique de leur art est plus souvent implicite, comme le note Suzanne Cotter: «Presque toutes leurs œuvres contiennent des traces d'éléments de la vie des artistes et de leurs expériences réelles, ce qui pourrait être considéré comme un jeu référentiel subtil, mais qui est en fait une situation de continuité et d'inséparabilité entre leur vie et leur art. »
Hadjithomas et Joreige sont également professeurs d'université et auteurs de nombreuses publications et performances.
Hadjithomas est un ancien membre du Comité de Curriculum de l'Académie Ashkal Alwan, Home Work Space.
Ils sont également membres actifs du conseil d'administration de Metropolis Cinema et cofondateurs d'Abbout Productions avec Georges Schoucair.

## Œuvre

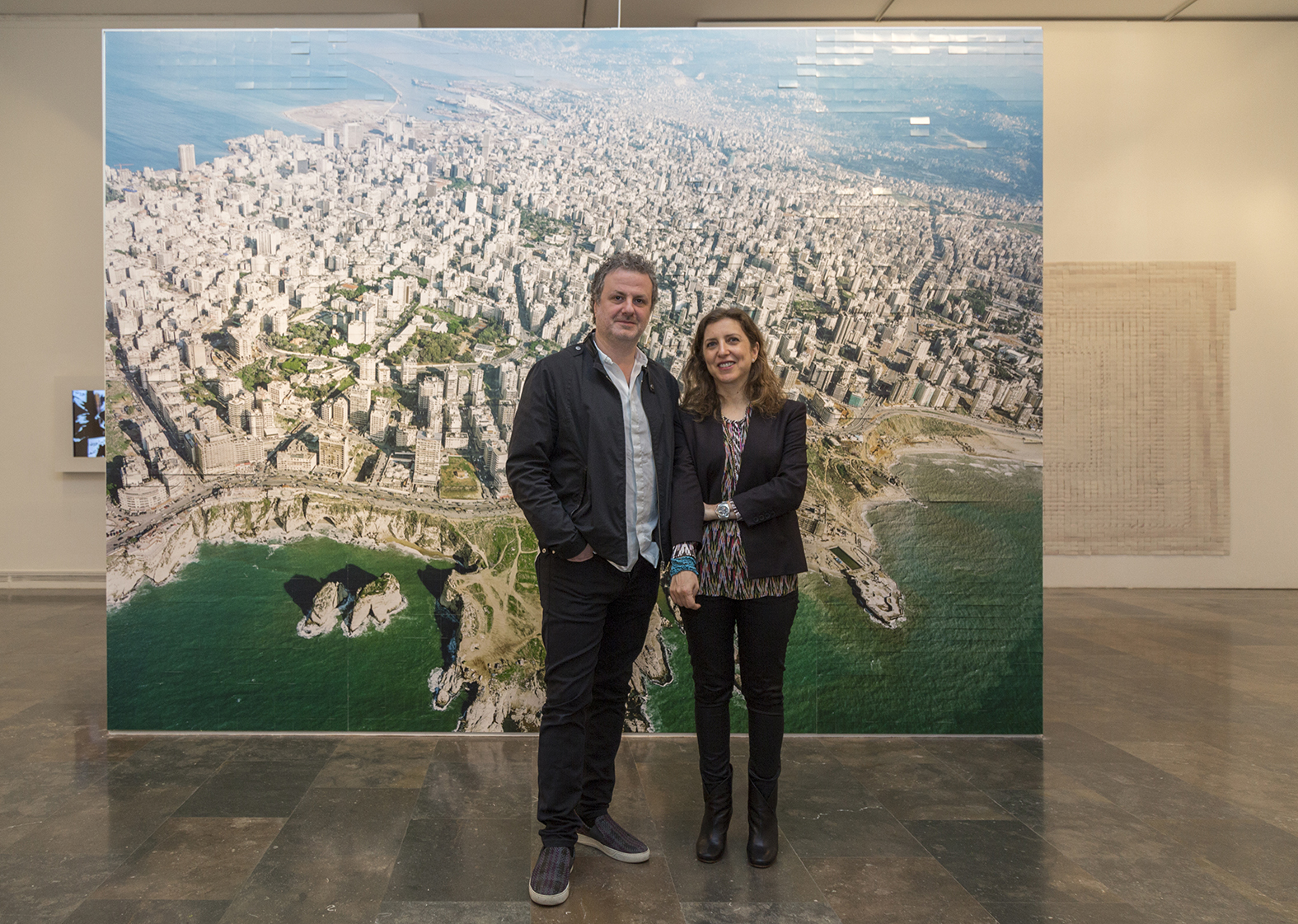
Joana Hadjithomas et Khalil Joreige au IVAM de Valencia, 2017.

Que ce soit dans le cinéma, l'écriture ou l'installation, leur travail questionne la fabrication d'images et de représentations, la construction d'imaginaires et l'écriture de l'histoire. Leur travail tente de révéler les non-dits de l'histoire. Certains thèmes se reproduisent tout au long de leur œuvre: la relation entre la fiction et l'histoire, l'importance de l'écriture de l'histoire, la construction des imaginaires, l'émergence de l'individu au sein de la société communautaire, les traces de l'invisible et l’absent et sa relation avec l’image filmée et photographique.
Les projets artistiques de Hadjithomas et Joreige s’étendent souvent sur plusieurs années, et ils sont connus pour leur tendance à revisiter et reformuler leurs travaux précédents après un moment de rétrospection. L'importance de la recherche dans leur travail est telle qu'ils préfèrent se décrire non pas comme des artistes mais plutôt comme des «chercheurs». Ils se sont intéressés à un projet spatial oublié dans le monde arabe mais aussi sur la virtualité des escroqueries sur Internet et des spams pour interroger les croyances, les imaginaires de corruption et l'historiographie du monde. Une de leurs dernières œuvres est centrée sur la poésie comme un outil pour s'opposer au chaos et aux barbares. Dernièrement, ils ont concentré leurs recherches sur des carottages archéologiques et géologiques, dans leur projet Unconformities qui questionne l'ère Anthropocène.
Inspirés par des archives personnelles et des documents trouvés, ils travaillent en collaboration avec d'autres écrivains, philosophes, historiens, archéologues et illustrateurs, et soulignent l'importance de cet aspect:
"Nous croyons en la rencontre plus qu'en influence et, au-delà, nous cultivons l'admiration: tant de photos, de séquences de films, de conversations, de rencontres et d'échanges nous ont permis d'admirer quelqu'un ou quelque chose. »
Leurs œuvres d'art et leurs films font partie des plus grandes collections privées et publiques, et ont été présentés dans des musées et centres d'art à travers le monde. Dernièrement, leur travail a été exposé au Centre Pompidou (Paris), au Jeu de Paume (Paris), Haus der Kunst (Munich), Sharjah Art Foundation (Sharjah), Ivam (Valencia), Solomon R. Guggenheim (New York), MIT, List Visual Arts Centre (Cambridge), Victoria & Albert Museum (Londres), British Museum (Londres), SF Moma (San Francisco) ; et de nombreuses biennales dont Istanbul, Lyon, Sharjah, Kochi, Gwangju, Yinchuan, Venise et la Triennale de Paris.
Ils sont représentés par In Situ - Fabienne Leclerc à Paris et The Third Line à Dubaï.

## Cinéma
Hadjithomas et Joreige sont des réalisateurs reconnus internationalement. Leur filmographie comprend les documentaires Khiam 2000 - 2007 (2008), The Lebanese Rocket Society : l'étrange histoire de l'aventure spatiale libanaise, 2013 et ISMYRNE, 2016 et les films de fiction Autour de la maison rose, 1999, A Perfect Day (2005), Je Veux Voir, avec Catherine Deneuve et Rabih Mroué, 2008 et Memory Box, en 2021, sélectionné à la Berlinale et sorti dans plus de 40 pays.
Dans leurs films de fiction, ils empruntent souvent les tropes du cinéma documentaire, et vice-versa, brouillant les frontières entre le réel et l'illusoire.
Plusieurs rétrospectives de leurs films ont été présentées dans des institutions de renom telles que Tate Modern (Londres), la Cinematek (Bruxelles), le Flaherty Seminar (New York), l'Institut Français et le Mori Art Museum (Tokyo), le Festival international du film de Gijón (Espagne), la Harvard Film Archive (Cambridge), le Festival international du film de Locarno (Suisse) et le MoMA (New York).

## Médium
Hadjithomas et Joreige tissent des liens formels, conceptuels et thématiques à travers des photographies, des installations vidéo et des films. Mais chaque discipline ne s’exclut jamais les autres : leur travail dans le cinéma débouche sur des projets dans les arts plastiques, et vice-versa. Comme l'écrit Jean-Michel Frodon, leur travail «non seulement met continuellement en question les distinctions entre les arts visuels, la vidéo et le cinéma, le film de fiction et le documentaire, mais surtout se développe en étant constamment reformulé par ces distinctions».

## Sélection d’œuvre
Hadjithomas et Joreige présentent souvent leur travail comme des installations. Dans Le Cercle de la Confusion, par exemple, les visiteurs sont invités à retirer l'un des trois mille fragments qui composent une photographie aérienne géante de Beyrouth. Derrière chaque fragment se lit "Beyrouth n'existe pas". Petit à petit, la ville commence à disparaître et un miroir se révèle, dans un geste qui démontre comment les lieux sont formés par les désirs que nous projetons sur eux.
Hadjithomas et Joreige s'interrogent sur l'acte de représentation des conflits. «Nous ne montrons pas d'images de guerre», ont déclaré Hadjithomas et Joreige, «nous montrons ce que la guerre fait aux images». Par exemple, dans leur série Wonder Beirut (1997-2006), les artistes reprennent les images de la ville dans des cartes postales datant d'avant la guerre civile libanaise, dont la vente s'est poursuivie dans des boutiques touristiques après la fin du conflit, alors que de nombreux bâtiments avaient disparu. Hadjithomas et Joreige ont attribué ces images à un photographe pyromane fictif, Abdallah Farah, qui a tenté de reporter sur ses images les bombardements et destructions que les lieux qu'elles représentaient subissaient durant les guerres libanaises. Ce processus a permis aux artistes de s'interroger sur l'écriture de l'histoire mais aussi sur la photographie elle-même : «nous voulions revenir à la définition ontologique de ces images: l'inscription de la lumière par la combustion». Le projet s'est développé sur trois étapes : Histoire d'un Photographe Pyromane, Cartes Postales de Guerre, et enfin Images Latentes, un journal photographique d'image que Farah a photographié mais qu'il n'a jamais développés.
Les thèmes d'absence, de latence et de réappropriation photographique sont également au cœur du projet Faces, qui prend pour sujet les affiches des «martyrs» tués pendant la guerre civile libanaise, exposés autour de Beyrouth. Pendant de nombreuses années Hadjithomas et Joreige ont photographié ces affiches ternies, et ont demandé des illustrateurs de révéler les traits fantomatiques encore visibles, dans un processus qui se questionne sur la possibilité de ramener l'image, une trace, une matière, une image durable.
La relation de l'histoire avec la réalité est un thème qui émerge également dans leur projet documentaire et photographique Khiam (2000), où Hadjithomas et Joreige ont d'abord filmé le témoignage de six anciens détenus d'un camp à Khiam, une zone occupée par Israël au sud du Liban. Six ans plus tard, ils sont retournés au camp après sa destruction pendant la guerre de 2006. Le projet documente un voyage qui questionne la possibilité de l'art comme mode de reconstitution, de témoignage et de trace.
Comme Khiam, The Lebanese Rocket Society est un projet pluridisciplinaire; un film documentaire, mais aussi une série d'installations de six parties, organisé en deux sections: Elements for A Monument (I et II) et A Tribute to Dreamers (II - VI). Le film raconte l'histoire d'un groupe d'étudiants de l'Université Haigazian qui a commencé à faire des tests en vue de conquérir l'espace. Hadjithomas et Joreige s'interroge sur ces personnages et leurs motivations dans le contexte du Liban dans les années 1960, et pourquoi cette histoire, qu'on trouve dans tous les journaux de l'époque, a été oubliée au fil du temps.
Ce long processus de recherche et de collection se trouve également dans un autre projet développé par Hadjithomas et Joreige, qui se concentre sur les arnaques par mail. Depuis 1999, les artistes ont recueilli plus de quatre mille courriels, destinés à inciter leurs lecteurs à envoyer de l'aide financière. Au cours de nombreuses expositions et installations, Hadjithomas et Joreige ont créé un itinéraire narratif autour de ces arnaques modernes et ont retracé leur histoire à partir de leur origine, une tradition littéraire connue sous le nom de la lettre de Jérusalem.
Comme le disent Hadjithomas et Joreige, «ces archives virtuelles décrivent une cartographie des conflits, symptôme de l'état du monde et des relations complexes, motivées par les idéologies coloniales entre le Nord et le Sud, tout en restant un espace pour des rencontres singulières et des expériences poétiques».
Dans le cadre de ce projet, Hadjithomas et Joreige ont créé l'installation sonore et vidéo The Rumour of the World, où ils ont demandé à 38 acteurs amateurs de lire et d'incarner ces arnaques, afin de se questionner sur les histoires qu'ils racontent, qui brouillent les frontières entre le réel et la fiction, et le besoin humain d'y croire.

## Œuvre récente
Lauréats en 2017 du Prix Marcel Duchamp, Hadjithomas et Joreige présentent Unconformities au Centre Pompidou à Paris.
L'installation est constituée de carottages, des échantillons des matières naturelles et humaines prélevées entre 2014 et 2017, qui révèlent les mondes souterrains de trois villes omniprésentes dans l'histoire et la pensée des artistes: Athènes, Paris et Beyrouth. Le projet questionne les récits et les représentations possibles de l'histoire, où les échantillons de base ne sont pas seulement une succession de strates, mais aussi des actions et des événements qui combinent des époques et des civilisations différentes. Les vestiges et les transformations invisibles sont rendus visibles. Ces recompositions poétiques révèlent à la fois des mouvements géologiques catastrophiques et régénératifs, ainsi que le cycle constant de construction et de déconstruction que les villes subissent, chaque civilisation utilisant les pierres du dernier.
Hadjithomas et Joreige ont également décrit ce projet comme une interrogation de l'ère de l'Anthropocène.

## Distinctions
- Prix Marcel Duchamp, 2017
- Best Documentary Award pour The Lebanese Rocket Society: l'étrange histoire de l'aventure spatiale libanaise, Doha Tribeca Festival, Qatar, 2012
- Abraaj Capital Art Prize, Dubaï, Émirats arabes unis, 2012
- Best Singular Film for Je veux voir, Syndicat Français de la Critique de Cinéma et des Films de Télévision, Paris, France, 2008
- Non-Fiction and Documentary Award pour Je veux voir, Gijón International Film Festival, Espagne, 2008
- Prix Georges de Beauregard pour Khiam, FID Marseille, France, 2008
- Best Director pour A Perfect Day, Alexandria Mediterranean Film Festival, Egypte, 2006
- Fipresci Prize et Don Quixote Award pour A Perfect Day, Locarno International Film Festival, Suisse, 2005
- Bayard d’Or pour Best Actor et Special Jury Mention pour A Perfect Day, Namur Francophone International Film Festival, Belgique, 2005
- Montgolfière d’Argent, Best Actor et SACEM Prize pour Sound and Original Music for A Perfect Day, Festival des 3 Continents, Nantes, France, 2005
- Best Film (with distribution assistance) pour A Perfect Day, Belfort Entrevues International Film Festival, France, 2005
- Cendres sélectionné César Awards Academy, France, 2003
- Best Film Award pour Autour de la maison rose, Beirut International Film Festival, Liban, 2000
- Autour de la maison rose représente le Liban pour Best Foreign Language Film at the 72nd Academy Awards Ceremony, Los Angeles, Californie, 2000

## Filmographie
- 1999 : Autour de la maison rose, (Al Bayt Al Zaher), Fiction, 92 min[20]
- 2000 : Khiam
- 2003 : Cendres, (Ramad), Fiction, 26 min
- 2003 : Le Film perdu (Al Film Al Mafkoud), Documentaire, 42 min
- 2005 : A Perfect Day, Fiction, 88 min[21]
- 2006 : Open the Door, Please, Fiction, 11 min
- 2008 : Khiam 2000–2007, Documentaire, 103 min[22]
- 2008 : Je veux voir, (I want to see), Fiction, 75 min[23],[24],[25]
- 2013 : The Lebanese Rocket Society : l'étrange histoire de l'aventure spatiale libanaise, Documentaire, 93 min[26],[27]
- 2016 : Ismyrne, en conversation avec Etel Adnan, Documentaire, 53 min[28]
- 2021 : Memory Box, Fiction, 92 min[29]

## Publications
- Joana Hadjithomas & Khalil Joreige. Se souvenir de la lumière, Coédition Jeu de Paume / Sharjah Art Foundation / Haus der Kunst / Institut Valencià d’Art Modern / Koenig Books, 2016.
- Joana Hadjithomas & Khalil Joreige. Les Rumeurs du monde. Repenser la confiance à l’âge de l’Internet, sous la dir. d’Omar Kholeif, Berlin, Sternberg Press, 2015.
- « Khalil Joreige & Joana Hadjithomas », Le centre d’art du 3bisf, Aix-en-Provence, et le FRAC Provence-Alpes-Côte d’Azur, Semaine, hors-série « Ulysses », n° 18, 2014.
- Joana Hadjithomas & Khalil Joreige, sous la dir. de Clément Diri., Zurich, JRP | Ringier / Montréal, Leonard & Bina Ellen Art Gallery, 2013.
- Le Cinéma de Joana Hadjithomas & Khalil Joreige. Entretiens avec Quentin Mével, Paris, éditions Independencia, 2013.

## Expositions (sélection)

### Solo
2024
- Comme le jour se fait lorsque la nuit s'en va, Galerie In Situ, Romainville[30]

2022
- Messages with(out) a code, The Third Line, Dubai, UAE

2021
- Rewind Fast Forward, In Situ - fabienne leclerc , Romainville, France[31]
- L'Histoire ajourée d'Orthosia, In Situ - fabienne leclerc, Romainville, France

2020
- J'ai regardé si fixement la beauté, Frac Corsica, Corte, France[32]

- Urba[Ciné], Festival Travelling, Musée des Beaux Arts de Rennes, France[33].

2019
- On Scams, The Power Plant, Toronto, Canada[34].

2018
- Unconformities, Musée de l'Acropole d'Athènes, Athènes, Grèce[35]

- I Stared At Beauty So Much, The Model, Sligo, Ireland.

- Film Retrospective, Oslo Kunstforening in partnership with the Cinemateket, Oslo, Norway.

2017
- Se Souvenir de la lumière, Musée National Pablo Picasso, La guerre et la paix, Vallauris, France

- Two Suns in a Sunset, Institut Valencià d’Art Modèrne, Espagne.

- Still In Need To Apologize, Tranzitdisplay, Prague, République Tchèque

2016
- Two Suns in a Sunset, Haus der Kunst, Munich, Allemagne.

- Se souvenir de la lumière, Jeu de Paume, Paris, France.

- Two Suns in a Sunset, Sharjah Art Foundation, Émirats arabes unis.

- I Must First Apologize…, MIT List Visual Arts Center, Cambridge, États-Unis.

2015
- I Must First Apologize…, HOME, Manchester, Royaume Uni.

2014
- Je dois tout d’abord m’excuser…, Villa Arson, Centre National d’Art Contemporain, Nice, France.

- The Lebanese Rocket Society, Contemporary Art Centre of South Australia, Australie.

2013
- The Lebanese Rocket Society, Galerie In Situ – fabienne leclerc, Paris, France[36].

- Khiam: l’emploi du temps, 3bisf, Aix-en-Provence, France.

2012
- How Soon Is Now: A Tribute to Dreamers, Ashkal Alwan, Beirut Exhibition Center, Liban[37].

2011
- Films retrospective, MOMA, New York, États-Unis.

2010
- Histoire du vent, Festival d’Avignon, France.

- I Want to See, Gasworks, Triangle Arts Trust, Londres, Royaume Uni.

2009
- Wish We Could Tell, Image Festival, A Space Gallery, Toronto, Canada.

- Wonder Beirut, Centre de la Photographie de Genève, Suisse.

- I’m There Even if You Don’t See Me, Leonard and Bina Ellen Art Gallery, Montréal, Canada.

- Tel des oasis dans le désert, Église des Célestins, Festival d’Avignon, France.

- We Could Be Heroes Just for One Day, Musée d’Art Moderne de la Ville de Paris, France.

2008
- Circulo de confusion, Musée de Gigon, Espagne.

- We could be heroes just for one day, Musée d’art moderne de la ville de Paris, Paris, France.

- Histoires tenues secrètes, Fort du Bruissin, Centre d’Art Contemporain, Francheville, France.

- Back to the présent, Homeworks IV, Ashkal Alwan, in AGIAL Gallery, Beyrouth, Liban.

- Oú sommes-nous? , Festival d’Automne, Espace topographique de l’art, Paris, France.

- Circle of Confusion, CRG Gallery, New York, États-Unis.

2000
- Wonder Beirut, École régionale des Beaux Arts, Rennes, France.

1998
- Wonder Beirut, Galerie Janine Rubeiz, Beyrouth, Liban.

1997
- Beyrouth: Fictions urbaines, Institut du Monde Arabe, Paris, France.

### Collective
2022
- Beirut and the Golden Sixties: A Manifesto of Fragility, Gropius Bau, Berlin, Germany
- Ruins and Fragments, Gagosian, Athens, Greece
- Belonging, MIC, Limerick, Ireland
- Habiter les interstices. Beyrouth, les artistes et la ville, Galerie Michel Journiac, Paris, France
- Lucid Knowledge, Currency: 8th Triennial of Photography Hamburg 2022, Hamburg, Germany
- ordo naturalis, ordo artificialis, ZACentrale Fondazione Palermo, Palermo, Italy
- Downfalls – From Dystopia to Disruption, Kunsthalle Trier, Trier, Germany
- The Distance from Here, Hayy Jameel, Jeddah, Saudi Arabia
- manifesto of fragility, 16th Biennale de Lyon, Lyon, France
- Au bord du monde vivent nos vertiges, Abbaye de Jumièges, France

2021
- Prix Pictet: Fire, Luma Westbau, Zurich, Switzerland
- How will it end?, Fondation Boghossian, Brussels, Belgium
- Inquiétances des temps, Cnap, Abbaye de Maubuisson, Saint-Ouen-l’Aumône, France
- Mirroir du Ciel, Espace de l’art concret, 20th anniversary Marcel Duchamp Prize, Mouans, France
- Reflections: contemporary art of the Middle East and North Africa, The British Museum, London, UK
- Scratching the Surface, Hamburger Bahnhof – Museum für Gegenwart, Berlin, Germany
- The Distance from Here, Jameel Art Centre, Dubai, UAE
- Fake News, Espace Fondation EDF, Paris, France
- Unsettled Objects, Jameel Art Center, Dubai, UAE
- Permanent collection, Mamco, Geneva, Switzerland
- Prix de la Fondation Choi pour l’art contemporain, Paris, France
- Permanent collection, The British Museum, London, UK

2020
- Under the Cold River Bed, Taipei Biennial 20, Taiwan.

- Trembling Landscapes, Between Reality and Fictions, Eye Film Museum, Amsterdam, Netherlands.

- Potential World 2 : Eco-Fictions, Migros Museum, Zurich, Switzerland.

- Le vent se lève; Mac Val , Musée d’Art Contemporain du Val de Marne, Vitry, France.

- Libres, Centre d’Art Contemporain Yverdon-les Bains, Switzerland.

- The Time Complex, Yerevan Biennial, Armenia.

2019    
- Cartes postales : nouvelles d’un monde rêvé, Les rencontres de la photographie, Arles, France.

- Time, Forward!, V-A-C Foundation, Venice, Italy.

- Toi qui chemines, il n’y a pas de chemin, Red Brick Art Museum, Beijing, China.

- C’est Beyrouth, Institut des Cultures d’Islam, Paris, France.

- A Stich of Time, Beijing Today Art Museum, China.

- Connectivités, Mucem, Marseille, France.

- Collecting Photography: From Daguerreotype to Digital, V&A Photography Center, London, United Kingdom.

2018
- Scenario For A Museum, Cycle of Collapsing Progress, Tripoli, Lebanon.

- I Stared At Beauty So Much, 30th Anniversary of the Darat al Funun Arts and Cultural Center, Amman, Jordan.

- Bridging the Gap, Tsinghua University Art Museum, China.

- Divided We Stand, Biennale de Busan, South Korea.

- But A Storm Is Blowing From Paradise, Gam Milano, Italy.

- Electronic Superhighway, MAAT, Lisbonne, Portugal.

- A journey to Freedom, Tasmanian Museum & Art Gallery, Hobart, Australia.

2017
- Unconformities, Centre Pompidou, Paris, France.

- Keimena Project, documenta 14, Athènes, Grèce.

- Bahar, 13rd biennale of Sharjah in Istanbul, Turquie.

- Home Beirut, Sounding the neighbours, Maxxi, Rome, Italie.

2016
- But a Storm Is Blowing from Paradise, Guggenheim Museum, New York, États-Unis.

- Electronic Superhighway, Whitechapel Gallery, Londres, Royaume Uni.

2015
- All the World’s Futures, 56e Biennale de Venise, Italie.

- Streamlines, Deichtorhallen, Hambourg, Allemagne.

- Lest the Two Seas Meet, Museum of Modern Art in Varsovie, Pologne.

- Territoire d’affects, Beirut Exhibition Center, Liban, Beyrouth, Liban.

2014
- Une Histoire, Centre Pompidou/musée national d’Art moderne, Paris, France.

- Visual Dialogues 2013, Onassis Cultural Centre, Athènes, Grèce.

- Lasting Images, Guggenheim Museum, New York, États-Unis.

2013
- Terms & Conditions, Singapore Art Museum, Singapour.

- Vue d’en haut, Centre Pompidou-Metz, France.

- Ici, ailleurs, Marseille-Provence 2013, France.

- Sweet Sixties: Stories and Morals, Gallery Nova, WHW, Zagreb, Croatie.

2012
- Biennial from the Global South, Kochi-Muziris Biennial, Inde.

- Light from the Middle East, Victoria & Albert Museum, Londres, Royaume Uni.

- Six Lines of Flight: Shifting Geographies in Contempory Art, San Francisco Museum of Modern Art, États-Unis.

- Round Table, 9th Bienniale de Gwangju, Corée du Sud.

- Arab Express, Mori Art Museum, Tokyo, Japon.

- Intense proximité, La Triennale, Palais de Tokyo, Paris, France.

- Spectral Imprints, Abraaj Capital Art Prize 2012, Dubai, Émirats arabes unis.

2011
- Due to Unforeseen Events, New Museum of Contemporary Art, New York, États-Unis.

- Seeing Is Believing, KW Institute for Contemporary Art, Berlin, Allemagne .

- Image in the Aftermath, Beirut Art Center, Liban.

- Untitled, 12e Biennale d'Istamboul, Turquie.

- Une terrible beauté est née, 11e Biennale de Lyon, La Sucrière, Lyon, France.

- Plot for a Biennial, 10th Biennale de Sharjah, Émirats arabes unis.

2008
- Zones of conflict, Pratt Manhattan Gallery, New York, États-Unis

- Roads were opened/roads were closed, The Third Line, Dubai, Émirats arabes unis

- Art now in Lebanon, Darat al Funun, The Khalid Shoman foundation, Amman, Jordanie

- Forum Home works 4, organised by Ashkal Alwan, Beyrouth, Liban

- Conspire, Haus der Kulturen der Welt, Berlin, Allemagne.

- Fondation jordanienne – Darat el Funun, organised by Sfeir-Semler gallery, Amman, Jordanie.

- Orients Sans Frontières, Espace Louis Vuitton, Paris, France

- Stratégies de l’histoire, Stratégie de l’art, 6th Biennale de Goumri, Arménie

 2007
- Ah les belles images ! …, Galerie In Situ fabienne leclerc, Paris, France

- Ah les belles images ! …, La Tolerie, Clermont Ferrand, France

- Distorted Fabric, De Apple Arts Center, Amsterdam, Pays-Bas.

- Whenever it starts, Frankfurter Kunstverein, Francfort, Allemagne.

 2006
- Cercle de confusion, Côté court, Pantin, France

- Taking place, Kunsthal Charlottenborg, Copenhague, Danemark.

- Out of Beirut, Modern Art, Oxford, Royaume Uni

- Blickdicht. Fotografien aus der arabischen Welt, Ifa-Galerie Berlin, Allemagne

- Coding : Decoding, Kunsthallen Nikolaj, Copenhague, Danemark.

- Coding : Decoding, Museet for Samtidskunst / Museum of Contemporary Art, Roskilde, Danemark

2005
- Sequence of tense, Altpool, Corée du Sud.

- HOME WORKS III, Beyrouth, Liban.

- Videokunstwoche, Neuer Berliner Kunstverein, Berlin, Allemagne.

 2004
- Present Absent, Gallery Tanit, Munich, Allemagne.

- Love it or leave it, Montenegro Biennale, Monténégro

- Appel à témoin, Le Quartier, Centre d’art contemporain de Quimper, France

- Mediterraneans, Macro, Rome, Italie.

- Laughter, Bargehouse LIFT, London, Royaume-Uni.

- Nazar, Nooderlich Photofestival, Akerkhof, Pays-Bas.

 2003
- The Eccho Show, curator Lars Bang Larsen, Tramway, Glasgow, Écosse.

- Deslocamentos, VideoBrazil, Sao Paolo, Brésil

- FORUM HOME WORKS 2, Ashkal Alwan, Beyrouth, Liban

 2002
- Iconoclash, ZKM, Karlsruhe, Allemagne.

- Fundamentalism of the new order, Kunsthal Charlottenborg, Copenhague, Danemark.

 2001
- Missing links, Gallery Townhouse, Caire, Egypte.

- Gaba, Marzouk, Sooja, Bonde, Kusolwong , Hadjithomas And Joreige – INOVA – Institute of Visual Arts, Milwaukee, WI, États-Unis

 2000
- Espace vital, La Criée, Centre d’Art contemporain de Rennes, France

- Visages de rencontres, Espace Mira Phalaina, Montreuil, France

## Émission de radio
- Joana Hadjithomas et Khalil Joreige : "Il y a de la régénération après la catastrophe", Affaires culturelles, 3 mai 2024, sur France Culture[38]